# Hanguanaceae
Hanguanaceae is een botanische naam, voor een familie van eenzaadlobbige planten. Een familie onder deze naam wordt de laatste decennia zo af en toe erkend door systemen van plantentaxonomie erkend, waaronder het APG-systeem (1998) en het APG II-systeem (2003).
In APG I wordt de familie niet in een orde geplaatst, maar alleen in de clade commelinoids; in APG II wordt ze geplaatst in de orde Commelinales. Het gaat om een heel kleine familie van slechts enkele soorten in het ene genus Hanguana.
In het Cronquist-systeem (1981) wordt de familie geplaatst in de orde Liliales.